# Långtjärnen (Kalls socken, Jämtland, 706075-135214)
Långtjärnen är en sjö i Åre kommun i Jämtland och ingår i Indalsälvens huvudavrinningsområde. Sjön har en area på 0,0899 kvadratkilometer och ligger 611,6 meter över havet.

## Delavrinningsområde
Långtjärnen ingår i det delavrinningsområde (706234-135213) som SMHI kallar för Utloppet av Kallsjön. Medelhöjden är 616 meter över havet och ytan är 11,99 kvadratkilometer. Det finns inga avrinningsområden uppströms utan avrinningsområdet är högsta punkten. Vattendraget som avvattnar avrinningsområdet har biflödesordning 2, vilket innebär att vattnet flödar genom totalt 2 vattendrag innan det når havet efter 339 kilometer. Avrinningsområdet består mestadels av skog (28 procent), sankmarker (11 procent) och kalfjäll (55 procent). Avrinningsområdet har 0,3 kvadratkilometer vattenytor vilket ger det en sjöprocent på 2,5 procent.